# Leinster Rugby
Leinster Rugby(Em Irlandês: Rugbaí Laighean) é uma das quatro equipes provincianas profissionais de Rugby union da ilha da Irlanda e a que mais obteve sucesso no em competições locais e européias. Eles competem na Liga Pro 14 de Rugby e na Liga dos Campeões de Râguebi. A equipe representa a província Leinster na Irish Rugby Football Union(IRFU) que é uma das quatro principais divisões da IRFU e responsável pelo rugby union na região geográfica de Leinster na Irlanda.
Leinster joga seus jogos de mandante primariamente na RDS Arena, no entanto os jogos de maior expressão são realizados no Aviva Stadium quando a capacidade do RDS não é suficiente. Antes de se mudar para o RDS em 2005, a equipe de Leinster utilizava o Donnybrook Stadium para manda seus jogos. A província joga majoritariamente de azul e o escudo da equipe consiste de uma arpa dentro de uma bola de rugby, a arpa é aproveitada da bandeira da província de Leinster.
Leinster se tornou profissional junto com as outras províncias irlandesas em 1995 e tem competido na Liga Pro 14 de Rugby (anteriormente chamada de Celtic League e PRO12) desde sua fundação em 2001, tendo competido anteriormente no Campeonato Anual Irlandês Interprovincial. Leinster foi vencedor por quatro oportunidades do campeonato PRO14 e três oportunidades da Liga dos Campões Europeus de Rugby.

## Títulos
- 3 Liga dos Campeões de Râguebi - 2008-09, 2010-11, 2011-12
- 4 Liga Pro 14 de Rugby - 2001-02, 2007-08, 2012-13, 2013-14
- 1 Copa Desafio Europeu - 2012-13